# 帕德嫩神廟 (納許維爾)
帕特农神廟（英語：Parthenon）是一座对古希腊帕德嫩神廟的完整1:1複製建筑，坐落于美國田纳西州最大城市纳什维尔，建於1897年，当年是田纳西百年博览会建筑群的一部分。

## 历史
在1897年該地舉辦一場博覽會，為了讓納許維爾配上“南方雅典”這個稱號，有人號召來興建這建築物。當時，為了博覽會，建了一系列仿古的建築物。然而其中只有這座帕德嫩神廟是講求正確復原的再製品，也是唯一保留至今的。
當初原始的建材是：石膏、木頭、磚頭，之後於1920年代在相同的基礎上以混凝土重建。

## 现今
今日，帕德嫩神廟被當作一間藝術博物館，為納許維爾城郊外的納許維爾百年紀念公園的核心建築。

## 復原的雅典娜巨像

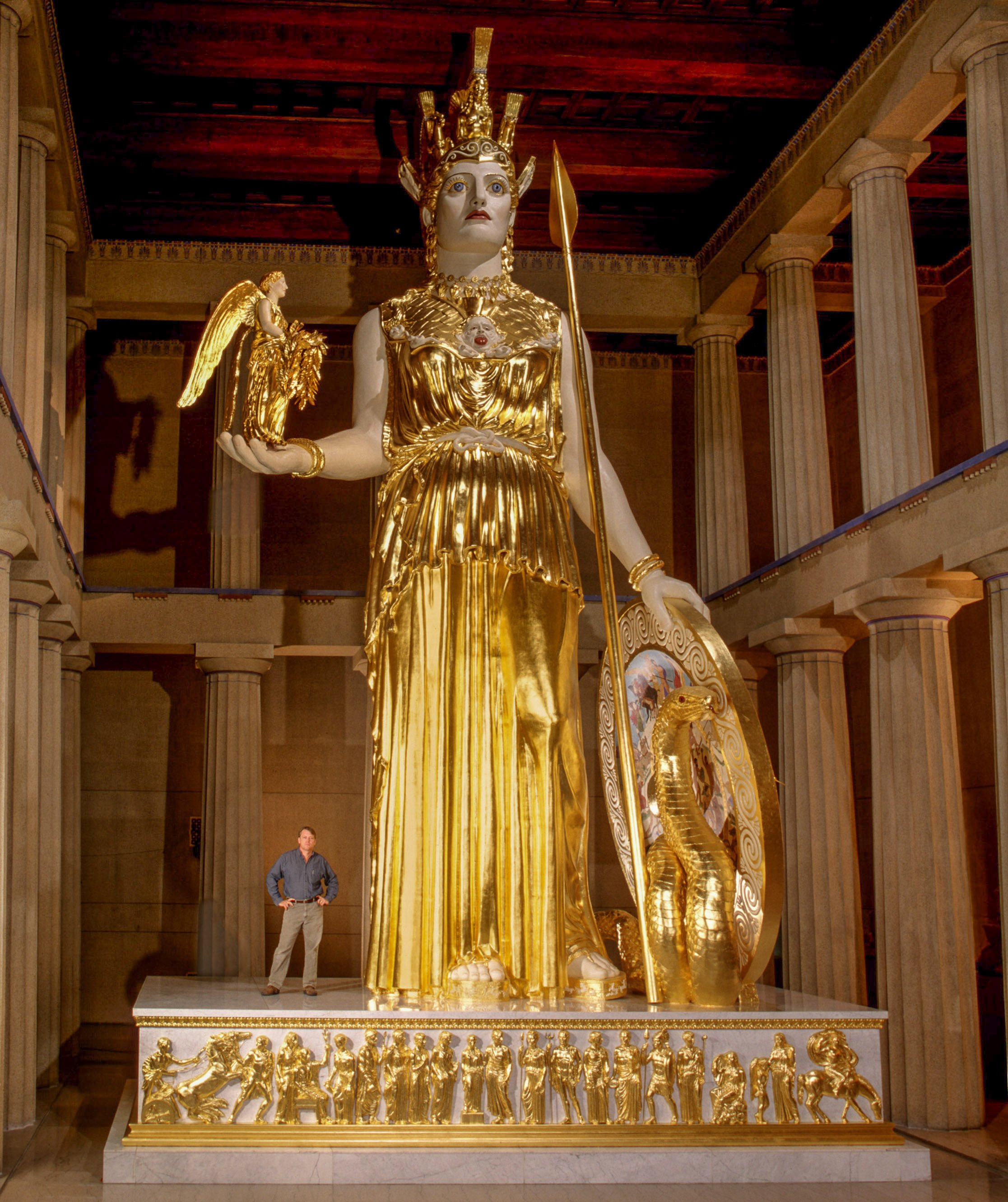
复原的雅典娜巨像

雕刻家艾倫·勒魁爾在1990年，重製了這尊雅典娜神像（希臘雅典衛城帕德嫩神廟原來的雅典娜神像早已毀於數百年前的入侵者）是該館近年來為人矚目的焦點。
這個巨大雕像，是雅典原物的全尺寸再製品，這個雅典娜的雕像，立基於對古代消失的原始神像的細心學術考證研究：
- 雅典娜身穿胸甲、頭戴頭盔
- 左手扶一盾，在身體與盾間有一隻大蛇
- 右手捧勝利女神的雕像，有42呎高

這座雕像完成後，為了儘可能逼近原物，還上了彩漆、全身鍍上總重約八磅的金箔。

## 外部連結
- Parthenon website （页面存档备份，存于）
- Panoramic photograph of the Parthenon published in 1909